# Grb Pakistana
Grb Pakistana je usvojen 1954. Cijeli grb je zelene boje. Na vrhu grba se nalazi polumjesec i zvijezda, simbol Islama. U centru grba se nalazi štit na kojem se nalazi pamuk, juta, čaj i pšenica. Oko grba se nalazi cvjetni vijenac, a ispod traka s natpisom "ایمان ، اتحاد ، نظم" (Vjera, Jedinstvo, Disciplina).

## Također pogledajte
- Zastava Pakistana